# John A. Osbornes flygplats
John A. Osbornes flygplats (IATA: MNI, ICAO: TRPG) (engelska: John A. Osborne Airport, före 2008: Gerald's Airport) är en liten flygplats belägen i byn Gerald's på ön Montserrat i Karibiska havet.
Flygplatsen är ett flygnav för flygbolaget FlyMontserrat. Den är namngiven efter politikern John Osborne. 